# Patrick O’Regan

Wappen von Patrick Michael O’Regan als Erzbischof von Adelaide

Wappen von Patrick M. O’Regan als Bischof von Sale

Patrick Michael O’Regan (* 8. Oktober 1958 in Bathurst, New South Wales) ist ein australischer Geistlicher und römisch-katholischer Erzbischof von Adelaide.

## Leben
Patrick Michael O’Regan empfing am 2. September 1983 die Priesterweihe für das Bistum Bathurst.
Neben verschiedenen Aufgaben in der Pfarrseelsorge und an der Kathedrale von Bathurst begann er im Jahr 1994 mit einem Studienaufenthalt am Institut Catholique de Paris ein Aufbaustudium, das er im Jahr 2002 mit dem Erwerb der Lizenziate in Liturgiewissenschaft und Sakramententheologie abschloss. Während dieser Zeit war er Pfarrer in Wellington und anschließend für fünf Jahre Pfarrer in Blayney. Während der Sedisvakanz des Bistums Bathurst von November 2008 bis April 2009 war er Diözesanadministrator. Anschließend ernannte ihn Bischof Michael Joseph McKenna zum Kanzler des Bistums. Im Jahr 2010 wurde er Domdekan und Generalvikar des Bistums Bathurst.
Papst Franziskus ernannte ihn am 4. Dezember 2014 zum Bischof von Sale. Die Bischofsweihe spendete ihm der Erzbischof von Melbourne, Denis Hart, am 26. Februar des folgenden Jahres. Mitkonsekratoren waren sein Vorgänger Christopher Prowse, Erzbischof von Canberra-Goulburn, und der Bischof von Bathurst, Michael Joseph McKenna.
Am 19. März 2020 ernannte ihn Papst Franziskus zum Erzbischof von Adelaide. Die Amtseinführung fand am 25. Mai desselben Jahres statt.